# 덕의 상실
《덕의 상실》(After Virtue)은 앨러스터 매킨타이어의 대표적인 저서로 도덕철학에 대한 책이다.  그는 현대 도덕철학이 이성과 비이성에 대한 명확한 설명이 없으며, 오히려, 전통적인 과거의 도덕철학적 기법이 더욱 훌륭하다고 평가했다.  이 저서는 '미덕' 윤리학에 관한 최고의 저서로 알려져 있다. 3쇄가 현재(2007년) 나와 있으며, 4반세기의 책의 평가를 보충하였다.
그는 계몽시대 이후에 나온 사상가인 쇠렌 키르케고르, 카를 마르크스, 이마누엘 칸트, 데이빗 흄등이 실패한 이유는 아리스토텔레스의 목적론을 버렸기 때문이라고 주장한다. 계몽주의 이후의 사상가들이 한 개인의 도덕적 의지에 의존하는 것은 잘못이며, 개인의 주관적 원칙에 의해 유지되는 것은 잘못되었다는 주장이다.
매킨타이어는 프리드리히 니체의 주장을 반박했지만, 카를 마르크스의 사회주의의 약점을 보충하려는 의도로, 자본주의의 위험성을 경고하였다.
그는 또한 존 롤스의 정의론을 비판하고, 우리가 어디에서부터 왔는지가 보다 중요하다고 주장하였다.